# ديتر هيربست
ديتر هيربست (بالألمانية: Dieter Georg Adlmaier-Herbst)‏ هو أستاذ جامعي واقتصادي ألماني، ولد في 31 يوليو 1960 في غروس-غيراو في ألمانيا.

## وصلات خارجية
- الموقع الرسمي